# Baltský tygr
Baltský tygr (anglicky Baltic Tiger) je ekonomický termín užívaný pro označení tří pobaltských států – Estonska, Lotyšska a Litvy v době obrovského ekonomického rozmachu těchto zemí v období po zisku nezávislosti v roce 1991 a hlavně po roce 2000 až do světové hospodářské krize v roce 2008 a následné recese. Tento termín je odvozen od slavných asijských tygrů v 60. letech 20. století.

## Historie
Do roku 1991 byly všechny tři pobaltské republiky součástí Sovětského svazu a jejich hospodářství bylo po osamostatnění úzce svázáno s Ruskem a dalšími zeměmi bývalého SSSR. V 90. letech se však uskutečnila řada důležitých ekonomických reforem, jako bylo zavedení rovné daně, vytváření lepších exportních možností pro zboží z těchto zemí, podpora progresivních odvětví jako služby či informační technologie a také liberalizace trhů – zářným příkladem bylo Estonsko za vlády liberálního pravicového premiéra Marty Laara, díky jehož reformám rostlo HDP Estonska dokonce až o 11,2 % ročně. Významně pomohl také vstup všech tří zemí do EU v roce 2004. V ruku v ruce s tímto oslňujícím hospodářským zázrakem však šlo také vysoké zadlužování daných zemí, které půjčkami přiživovaly tento ekonomický růst. Tento systém se však kvůli celosvětové hospodářské krizi sesypal a podobně jako na Islandu to způsobilo vážné potíže a například Lotyšsko muselo žádat MMF o finanční pomoc. I přes tyto obtíže se cesta započatá v 90. letech jeví jako slibnou i do budoucna.